# Mar Saba
Szabbai Szent Szabbász Szent Lavra-kolostora, (szírül: ܕܝܪܐ ܕܡܪܝ ܣܒܐ (Mar Saba), arabul: بير مار بابا; Héberül: מנזר מר סבא; Görög: Ἱερὰ Λαύρα τοῦ Ὁσίου Σάββα τοῦ Ἡγιασμένου), egy, a Kidron-völgyre való kilátással rendelkező görög ortodox kolostor, félúton Jeruzsálem és a Holt-tenger között, a ciszjordániai Betlehem kormányzóságban. Mar Saba-t a világ egyik legrégebbi folyamatosan lakott kolostorának tekintik, amely számos ősi hagyományát fenntartja. Az egyik ilyen hagyomány a nők a épületegyüttesbe való belépésének a korlátozása. Az egyetlen épület, amelybe a nők beléphetnek, a főbejárat közelében található a Női torony.

## Története

### A bizánci periódus
A kolostort Szabbai Szent Szabbász alapította 483-ban, a Kidron-völgy keleti oldalán, ahol – a kolostor saját honlapja szerint – remete Szent Szabbász körül összegyűlt az első 70 remete. Később a kolostor átköltözött a szoros szemközti, nyugati oldalára, ahol a Theoktisztosz-templom 486-ban épült fel, amit 491-ben szenteltek fel. A közösség folyamatos növekedése azt jelentette, hogy nem sokkal ezután, 502-ben megépült az Istenszülő Szűz Mária templom, (görögül Theotokosz), hogy a kolostor főtemploma legyen. A Szent Szabbás-Typikon, a Nagy Lavránál alkalmazott és a szent által lejegyzett szabályrendszer végül a szerzetesi élet és a liturgikus rend azon világméretű modelljévé vált, amelyet bizánci rítusként ismernek. Mar Saba volt az otthona Damaszkuszi Szent János (676–749; arabul: يوحنا الدمشقي), az ikonoklasztikus vita egyik kulcsfontosságú alakjának, aki 726. körül leveleket írt a bizánci császárnak az ikonok (Krisztus vagy más keresztény vallási alakok képei) tiszteletének tilalma tárgyában. János magasrangú pénzügyi tisztviselőként dolgozott Abd al-Malik omajjád kalifa szolgálatában; végül magasabb elhivatottságot érzett, és a Júdeai-sivatagba vándorolt, ahol szerzetessé tonzírozták, és a Mar Saba kolostorban hieromonkká (szerzetespap) szentelték. Szent János holtteste a kolostor alatti barlangban lévő sírban fekszik.

### A korai muzulmán periódus
Az ókori források egy arab támadást írnak le a kolostor ellen 797-ben, amely húsz szerzetes lemészárlásához vezetett. Mar Saba volt az otthona a híres grúz szerzetesnek és Ioane-Zosime szerzetesnek és írnoknak, aki 973. előtt a Szent Katalin-kolostorba költözött, és magával vitt több pergamen kéziratot.

### A keresztes periódus
A kolostor a keresztes lovagok által alapított katolikus Jeruzsálemi Királyság fennállása alatt megőrizte jelentőségét.

### A mameluk és az ottomán periódus
1504-ben a palesztinai szerb szerzetesközösség, amelynek székhelye a 14. századi Szent Mihály arkangyal-kolostor volt, megvásárolta a beduin portyák miatt akkoriban elhagyott Mar Sabát. A szerbek az 1630-as évek végéig ellenőrizték a kolostort, és az orosz cártól kapott jelentős pénzügyi támogatás lehetővé tette számukra, hogy a jeruzsálemi görög pátriárkától, a kolostor névleges felügyelőjétől félig függetlenül irányítsák a kolostort (a patriarchátus nagy bosszúságára). A szerbek Mar Saba feletti ellenőrzése lehetővé tette számukra, hogy fontos szerepet játsszanak a jeruzsálemi ortodox egyház politikájában, gyakran az arab laikusok és papok oldalára állva a püspökséget uraló görögök ellen. A kolostor szerb uralma végül az 1600-as években szűnt meg, amikor a kolostor hatalmas eladósodásba került a kolostor hatalmas építési programjának és az Oroszországtól kapott pénzügyi támogatás elvágásának a zűrzavaros idők kitörése miatti egyidejű kombinációja miatt. A szerbek kénytelenek voltak eladni a kolostort a jeruzsálemi pátriárkának, hogy kifizessék adósságaikat.

### Modernkor
Manapság körülbelül 20 szerzetes él az épületegyüttesben.